# Creature Funk
Creature Funk ist das erste Studioalbum der, von Paul Affeld 1998 gegründeten Band Puppetmastaz, die ausschließlich aus Handpuppen besteht.

## Entstehungsgeschichte
Nach mehreren EPs entstand das Album im Jahr 2003 und wurde von verschiedenen Interpreten aufgenommen. Es enthält 14 Lieder und drei Skits und wurde von Patric Catani, Bomb 20 und N1tro produziert. Die Lieder Pet Sound, Zoology und Humans Get All the Credit wurden schon in den Jahren 2002 und 2003 auf unterschiedlichen EPs veröffentlicht. Die CD enthält ein Computerspiel im Stil von Dance Dance Revolution. Die Künstler, die die Sprache der Puppen übernehmen sind unter anderem Bandleader Paul Affeld, Max Turner, Chilly Gonzales, Mocky, Adam Traynor, Max Turner und Blake Worrell.

## Titelliste
Hinter den Liedtiteln sind die jeweiligen Rollen verzeichnet.
1. Pet Sound – 4:48 Turbid, Croucho, Snuggles, Frogga, Wizard, Pit & Hammerhead
2. Troublicious Two – 3:22 Snuggles & Turbid
3. Zoology – 4:24 Mr. Maloke, Pit & HipHopnotist
4. Expect This, Get This – 4:25 Turbid, Pit, Mr. Maloke & Bloke
5. Ms. Bumblebee – 3:45 Snuggles, Mr. Maloke, Pit, Frogga & E-Wizz
6. Golden Center – 3:32 Mr. Maloke, Wizard, Pit & Snuggles
7. Hip Hop Police – 3:56 Pit, Snuggles & Mr. Maloke
8. Re-Evolute (Skit) – 0:45
9. Re-Evolute – 3:48 Snuggles, Pit, Mr. Maloke, Buddha, Croucho, Wizard, HipHopnotist, Hammerhead, Frogga & Rhyno
10. Shellfish (Skit) – 0:24
11. Stories – 4:34 E-Wizz & Snuggles
12. Puppet Factory (Skit) – 0:25
13. Humans Get All the Credit – 4:08 Frogga, Snuggles, Mr. Maloke & Croucho
14. Romancer – 5:11  Pit, Bumblebee, Lisa, Croucholina & Croucho
15. Planet Booty – 4:57 Snuggles, Frogga & Bloke
16. Goodbye – 2:35 Snuggles & Pit
17. Goodbye – 2:15 Snuggles, Pit & Mr. Maloke

Die Lieder 1, 3, 5, 6, 10, 11 & 15 wurden von Patric Catani produziert.
Die Lieder 2, 7, 12 & 13 wurden von Bomb 20 produziert.
Die Lieder 4, 8, 9, 14, 16 & 17 wurden von N1tro produziert.

## Musikstil
Die Lieder bestehen komplett aus Posse-Cut-Hip-Hop, das heißt, dass mehrere Rapper ihre Parts nacheinander rappen. Der Musikstil ist vor allem Old School Hip-Hop mit einfachen Reimschemata. Die Texte der Lieder beziehen sich meist auf das Puppen-Dasein und Gründe, warum Puppen besser als Menschen sind. So dreht sich Pet Sound darum, dass Puppen andere, bessere Musik machen als Menschen und in Hip Hop Police werden die Puppen von der menschlichen Polizei gejagt. Ein Beispiel ist Humans Get All the Credit, indem sich die Puppen sogar mit einzelnen Schauspiel- und Gesangsgrößen, wie Bruce Lee, Diana Ross oder Clint Eastwood vergleichen. Zitat: “Better than Clint Eastwood or Robin Hood!”, “I must commit that Bruce Lee is the best (…) Baby, but you know I knocked him out!”.